# Rogačica
Rogačica (srbsky Рогачица) je vesnice v západní části Srbska, administrativně spadající pod opštinu Bajina Bašta. Vesnice se nachází u hranice s Bosnou a Hercegovinou, v údolí stejnojmenné řeky při jejím ústí do Driny. V roce 2011 zde žilo 634 obyvatel, počet obyvatel vsi dlouhodobě klesá.
Z národnostního hlediska je obyvatelstvo v drtivé většina srbské národnosti. Obec se objevuje již na mapách druhého vojenského mapování (neboť se nacházela při hranicích s Habsburskou monarchií. Rozvíjela se směrem od pravoslavného kostela údolím řeky.
V obci se nachází pravoslavný kostel Kristova nanebevstoupení (srbsky Црква Вазнесења Христовог) a základní škola.
Rogačicí prochází silnice celostátního významu č. 28, která spojuje města Zvornik a Užice v Srbsku.